# Messerstahl

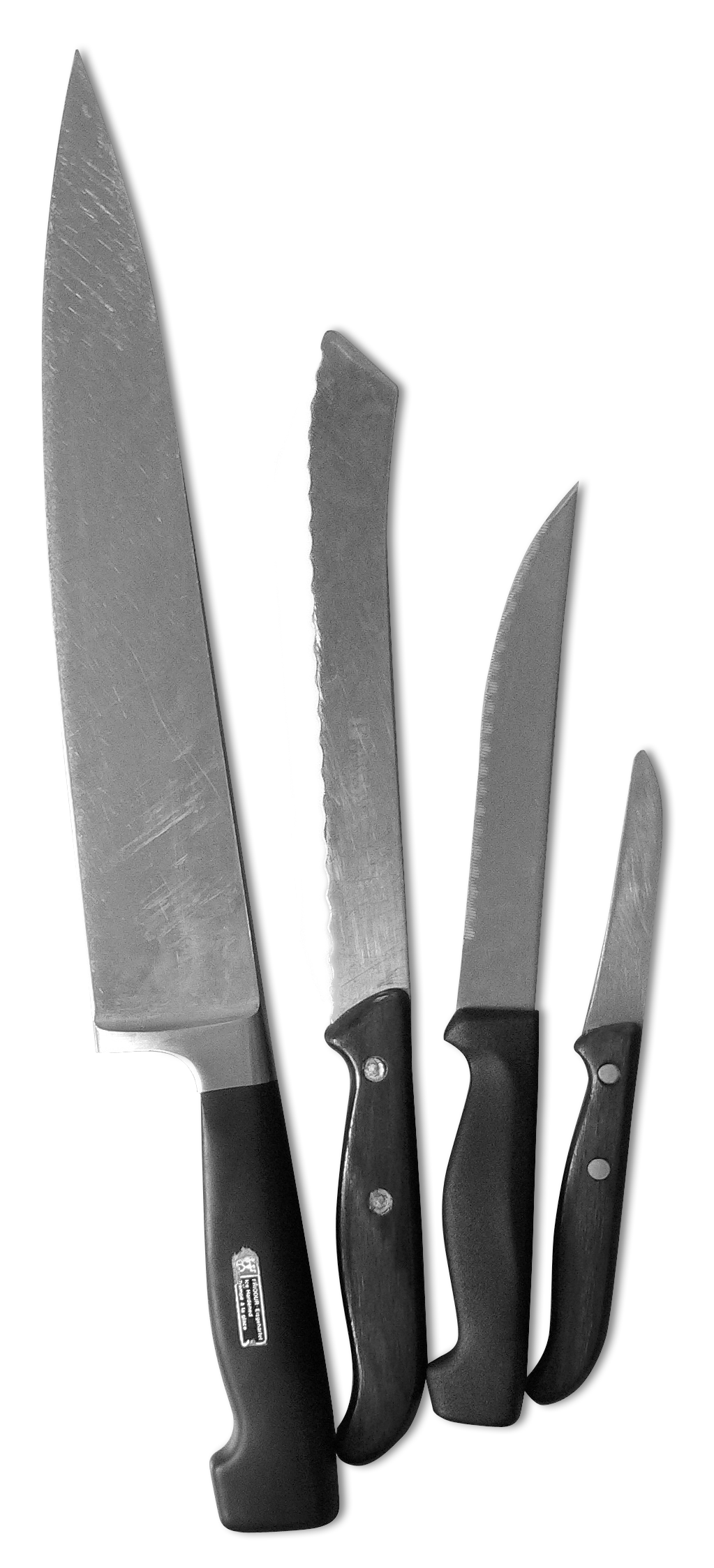
Küchenmesser

Messerstahl ist ein für die Klingen von Messern geeigneter Werkstoff aus Stahl.

## Eigenschaften
Die Eigenschaften des Werkstoffs Stahl können durch Herstellungsverfahren und Wärmebehandlung gezielt auf einen bestimmten Zweck abgestimmt werden. Wichtig für Messerklingen sind Schneid- und Gebrauchseigenschaften wie Schnitthaltigkeit, Schneidfähigkeit und Schärfbarkeit, die insbesondere mit Kohlenstoffstählen, aber teilweise auch mit niedrig und hoch legierten Edelstählen erreichbar sind.
Messerstahl benötigt folgende Eigenschaften:
- Härtbarkeit: Das Klingenmaterial sollte eine Härte von mindestens etwa 55 HRC haben. Der Idealwert für Klingen mit feinen Schneiden ohne Schockbeanspruchung liegt bei etwa 60–62HRC. Für Küchen- oder Jagdmesser empfiehlt sich wegen der einfacheren Nachschleifbarkeit und der geringeren Sprödigkeit (Bruchgefahr) des Materials ein HRC von 57–60. Härtbar ist ein Stahl ab 0,22 % Kohlenstoff, während merkliche Mengen an Nickel eine Härtung verhindern.

- Die Festigkeit wird in der Regel durch ein feines Gefüge begünstigt. Damit ist sowohl das Härtungsgefüge Martensit als auch die Feinkörnigkeit der in diesen Werkstoffen meist vorhandenen Carbide gemeint. Die Feinkörnigkeit ist die Grundlage für Zähigkeit und Elastizität und damit grundlegend für die erzielbare Schärfe.

- Die Korrosionsbeständigkeit ist von Belang, wenn die Klingen in der Geschirrspülmaschine gereinigt oder längere Zeit Feuchtigkeit ausgesetzt werden sollen. Dazu nutzt man Stähle, die mit Chrom, Nickel und auch Molybdän legiert sind. Nach erfolgreicher Wärmebehandlung sollen mindestens 13 % Chrom in der Grundmasse des Stahls gelöst sein. Nachteil des Zulegierens von Chrom, aber auch von Molybdän in so beträchtlichen Mengen, ist, dass sich die erreichbare Härte der Stahlmatrix verringert und das Gefüge teilweise stark vergröbert, was zur Reduktion der Zähigkeit führt.

Grundsätzlich eignen sich Werkstoffe mit feinen Gefügen und hohen Härten wie niedrig legierte Kohlenstoffstähle (Werkzeugstähle für Kaltarbeit) besonders gut zum Erreichen einer guten Schneidfähigkeit und hohen Schärfe. Klingen aus rostenden Kohlenstoffstählen sind in der Stahlmatrix ausreichend hart, bei richtiger Wärmebehandlung ausreichend zäh, und die Schneidkanten können fein ausgeschliffen werden. Die in diesen Stahlsorten in mikrokristalliner Struktur enthaltenen Karbide sind besonders feinkörnig (siehe dazu Schärfe), wodurch die Schneiden dünner und in spitzerem Winkel geschliffen werden können. Sehr feine Schneiden sind allerdings empfindlich und können ausbrechen. Erfahrene Köche verwenden daher unterschiedliche Messer für zahlreiche verschiedene Schneidaufgaben.

## Deutschland

### Typische rostfreie Messerstähle
Ein typischer Messerstahl der deutschen Klingenindustrie ist X46Cr13 (Werkstoffnummer 1.4034, amerikanische Bezeichnung AISI 420 C, sog. „Schwedenstahl“). Er ist ein martensitischer Chromstahl und enthält 0,46 % Kohlenstoff und 13 % Chrom. Chrom sorgt als Carbidbildner dafür, dass der Stahl auch bei milder Abschreckung härtet und nicht rostet. Der Werkstoff wird in der Klingenindustrie meist mit Härten von 50 bis 56 HRC eingesetzt.

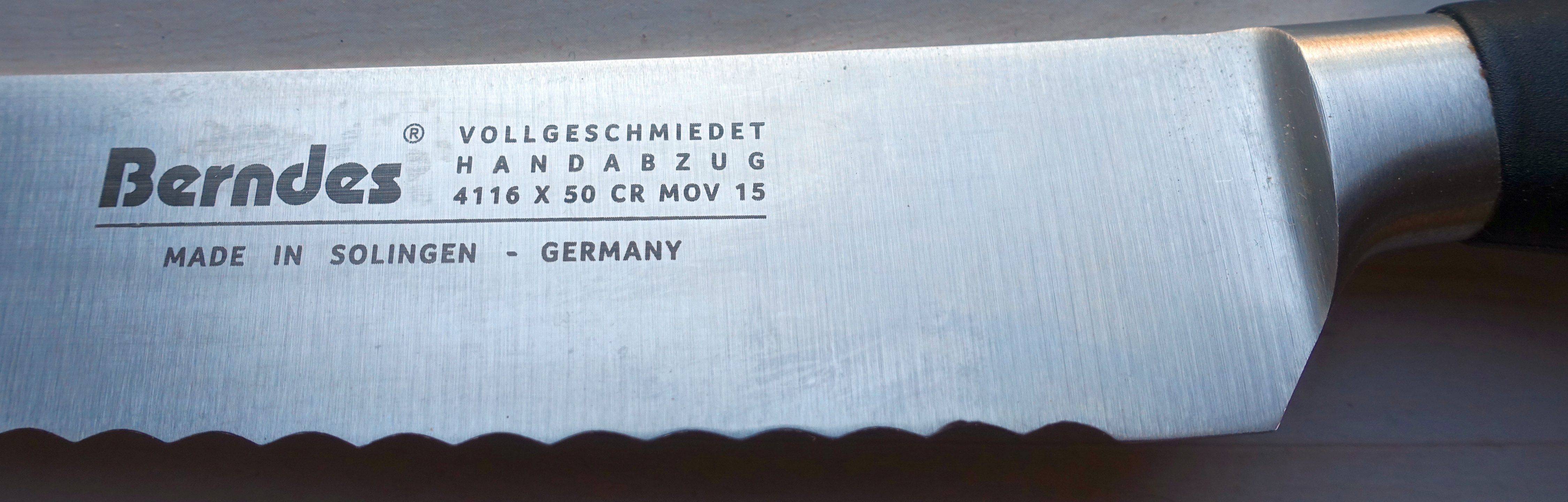
Messerklinge aus X 50 Cr MoV 15

Noch verbreiteter ist der Werkstoff X45CrMoV15 bzw. X50CrMoV15 (Werkstoffnummer 1.4116, ein martensitischer rostfreier Stahl). Er enthält 0,45 bis 0,55 % Kohlenstoff, 14 bis 15 % Chrom, 0,5 % bis 0,8 % Molybdän und 0,1 % bis 0,2 % Vanadium. Das Zulegieren von Molybdän hat den Zweck, die Lochfraß- und somit die Spülmaschinenbeständigkeit des Werkstoffs zu erhöhen. Der Werkstoff wird in der Klingenindustrie meist mit Härten von 50 bis 56 HRC eingesetzt.
Beide Legierungen gelten aufgrund ihres hohen Anteils an Chrom bei entsprechender Wärmebehandlung als korrosionsbeständig (rostfrei). Sie stellen einen guten Kompromiss zur Alltagstauglichkeit durch gute Korrosionsbeständigkeit, noch ausreichende Härte, gute Schärfbarkeit sowie gute Zähigkeit dar. Theoretisch können diese Stähle noch Schneidenwinkel von 20° bis 30° halten. Die Industrie schätzt die gute Verfügbarkeit zu geringen Kosten und die leichte Verarbeitbarkeit.

### Druckaufgestickter Kaltarbeitsstahl
Martensitische rostfreie Stähle (etwa 1.4116) können bei einer hohen Konzentration von Chlor-Ionen im Trinkwasser und bei Verwendung von starken Reinigungsmitteln korrodieren. Druckstickstofflegierte Stähle auf Grundlage von X C+N CrMo 15 besitzen bei hoher Härte eine höhere Korrosionsbeständigkeit; auch bei hohen Härten kann eine hohe Zähigkeit erreicht werden. Unter dem Markennamen „Cronidur 30“ wird ein entsprechender, bis 60 HRC härtbarer Stahl vertrieben und als gehobener Messerstahl eingesetzt (Materialkennzeichen 1.4108; AMS 5898; X 30 CrMoN 15 1).

## Japan
Zwei japanische Stahlbezeichnungen sind Aogami (青紙, japanisch: Blaupapierstahl) und Shirogami (白紙, japanisch: Weißpapierstahl) – sie werden nach der Farbe des Verpackungspapiers benannt. Beide sind nicht rostfrei.
Der Aogami-Stahl ist ein niedrig legierter japanischer Kohlenstoffstahl. Er hat einen Gehalt von über 1 % Kohlenstoff und korrekt gehärtet eine Gebrauchshärte von 64 bis 66 HRC.
Bei korrekter Wärmebehandlung verfügt dieser Werkstoff über ein Gefüge mit feinem Carbid und feinstem Martensit. Das verleiht ihm das Potential zu sehr hoher Schärfe, leichter Schärfbarkeit und Schnitthaltigkeit. Aufgrund des Wolframgehalts ist er verschleißfester als der Shirogami-Stahl.
Analyse der Nebenbestandteile in Prozent: C = 1,2; Si = 0,1; Mn = 0,2; Cr = 0,3; W = 1,1; P < 0,025; S < 0,004.
Diese Legierung kommt der deutschen Legierung 1.2414 (120W4) am nächsten.
Der Shirogami ist ein unlegierter japanischer Kohlenstoffstahl. Bei korrekter Wärmebehandlung verfügt auch dieser Werkstoff über ein Gefüge mit feinem Carbid und feinstem Martensit. Er hat ebenso Potential zu sehr hoher Schärfe, leichter Schärfbarkeit und Schneidhaltigkeit. Die Gebrauchshärte liegt zwischen 63 und 65 HRC.
Analyse der Nebenbestandteile in Prozent: C = 1,1–1,2; Si = 0,1–0,2; P < 0,025; S < 0,004. Damit entspricht dieser Stahl recht gut der deutschen Legierung 1.1545 (105W1).
Da beide Legierungstypen kein Chrom enthalten, sind sie naturgemäß nicht korrosionsbeständig, anders als die rostbeständigen Legierungen der deutschen Klingenindustrie. Die Stähle können bei entsprechender Wärmebehandlung auf Schneidenwinkel von 15° bis 25° geschliffen werden. Trotz großer Härte und Verschleißfestigkeit lassen sich beide Stähle leicht schärfen.
Häufig werden japanische Messer aus zwei, drei oder mehreren Schichten Stahl und Eisen so laminiert, dass sie in der Schneide eine gute Härte und hohe Zähigkeit in der Gesamtklinge erreichen können.
Siehe auch: Japanisches Küchenmesser (Hōchō) und Japanisches Schwert (Katana).

## USA
Ein US-amerikanischer Stahl ist der pulvermetallurgische Stahl CPM S30V von Crucible Materials Corp., Syracuse, USA. Dieser Stahl enthält 1,45 % Kohlenstoff, 14 % Chrom, 4 % Vanadium und 2 % Molybdän. Er ist ein hochlegierter, vergleichsweise korrosionsbeständiger Werkzeugstahl mit relativ hoher Verschleißfestigkeit. Die Gebrauchshärte liegt bei 58–61 HRC. CPM S30V ist ein martensitischer Edelstahl, der darauf ausgelegt ist, eine ausgewogene Kombination aus Zähigkeit, Verschleißfestigkeit und Korrosionsbeständigkeit zu bieten. Seine Zusammensetzung wurde entwickelt, um die Bildung von Vanadiumkarbiden zu fördern, die härter und verschleißfester sind als Chromkarbide. CPM S30V bietet erhebliche Vorteile, wie Verbesserung der Zähigkeit gegenüber anderen Stählen mit vergleichbarer Härte wie zum Beispiel D2 bei vergleichbarer Korrosionsbeständigkeit zu AISI 440C. Das CPM-Verfahren erzeugt ein homogenes Korngefüge, das sich durch hohe Dimensionsstabilität, Schleifbarkeit und Zähigkeit im Vergleich zu herkömmlich hergestellten Stählen auszeichnet.

## Korrosionsbeständigkeit

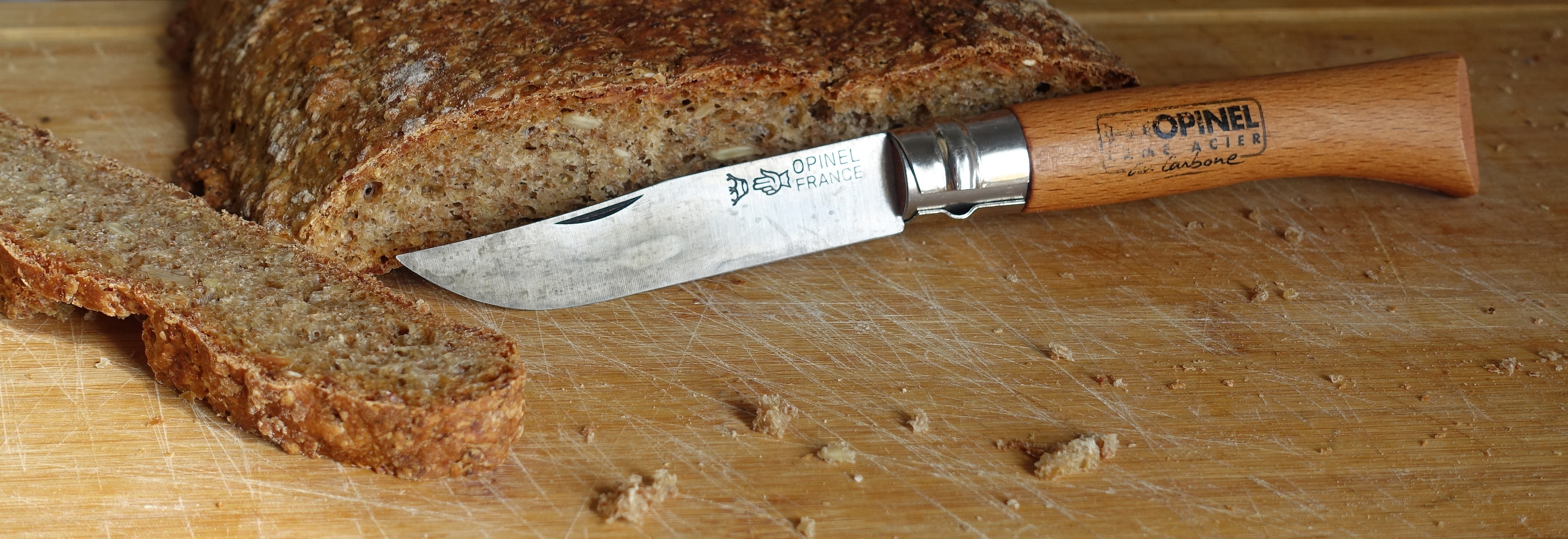
Messerklinge aus Karbonstahl mit Korrosionsflecken

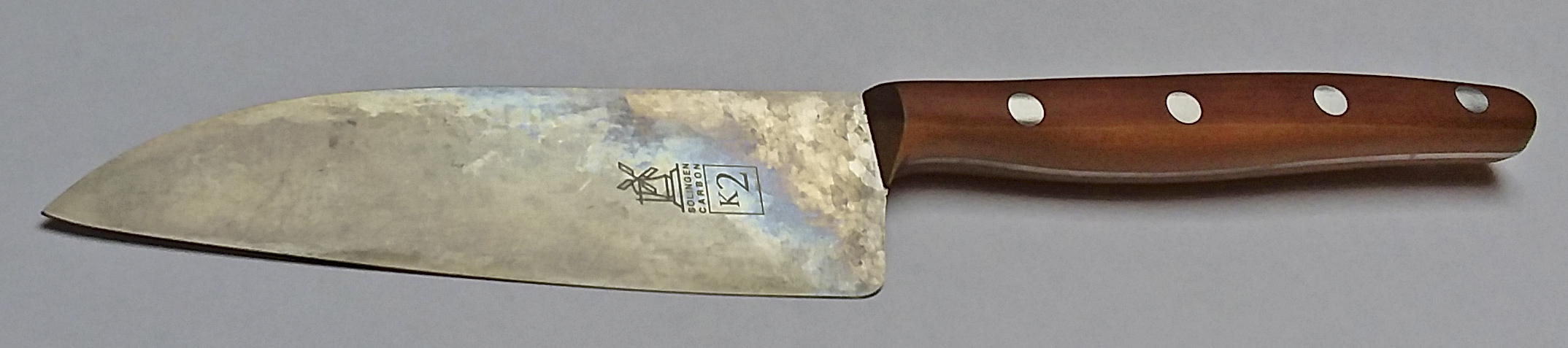
Küchenmesser aus Kohlenstoffstahl der Härte HRC 61,5 mit typischen Gebrauchsspuren

Messerklingen aus rostendem Kohlenstoffstahl, nicht korrosionsbeständigem (meist magnetisierbarem, ferritischem) Messerstahl können korrodieren, wenn sie nicht stets nach Gebrauch getrocknet werden.
Die Reinigung in Geschirrspülmaschinen beschleunigt die Korrosion durch das Einwirken des Wassers bei höherer Temperatur in Verbindung mit organischen Säuren (Fruchtsäuren) aus Speise- und Getränkeresten sowie den in Spülmitteln und Maschinengeschirrspülmitteln enthaltenen Chemikalien. Auch Klarspüler enthält meist Citronensäure oder Weinsäure.
Bei Chromnickelstählen tritt Korrosion üblicherweise nur an Spannungrissen oder als Flugrost auf. Zusätzlich kann Kontaktkorrosion entstehen, wenn chloridhaltiges Spülwasser einwirkt, wo unterschiedliche Metalle zusammengefügt sind (beispielsweise, wenn Klinge und Heft eines Messers aus verschiedenen Stählen bestehen).
Durch die Korrosion verringert sich die Schärfe nicht rostfreier Schneiden. Hersteller von Geschirrspülmaschinen und Messern empfehlen daher, hochwertige Küchenmesser nicht im Geschirrspüler zu reinigen, sondern mit Spülmittel und heißem Wasser per Hand zu reinigen, abzuspülen, zu trocknen und bei längerem Nichtgebrauch mit säurefreiem Speiseöl einzureiben. Nicht wasserfestes Griffmaterial wie Holz (auch Schichtholz), Knochen, Horn, Elfenbein usw. darf ohnehin nicht in der Spülmaschine gereinigt werden.